# 제8회 부천국제애니메이션페스티벌
제8회 부천국제애니메이션페스티벌은 2006년 11월 2일에 열린 시상식이다.

## 수상 및 후보

### 본상- GRAND Prize
- 비 오는 날의 산책 - 최현명 수상

### 본상- RECOMMENDATION Prize
- 버드콜 - 말콤 서덜랜드 수상

### 본상- TREND Prize
- 프리고 - Alexandra GASZTOWTT 외2명 수상

### 본상- NOTICE Prize
- 이상한 새 - 데니스 퓨러 수상

### 본상- VISION Prize
- 샹그리라의 전설 - CHEN ming 수상

### 본상- MEMORIAL Prize
- 성장통 - 반주영 수상

### 본상- Animated Spot Prize
- 애니메이터의 하루 - Kris BORGHS 수상

### 본상- Sound Prize
- 일스 - Martin RAHMLOW 수상

### 특별상- 유광선 상
- 리턴 - 장창호 수상
- 리턴 - 유건기 수상
- 리턴 - 남승표 수상
- 리턴 - 장우진 수상
- 선 - 김세한 수상

### 특별상- 공주영상정보대학장 상
- 초혼 - 박재윤 수상

### 특별상- 부천대학장 상
- 토끼 꼬리 - LUO Yin 수상

### 특별상- 유한대학장 상
- 추억의 장롱 - Po-Chou CHI 수상

### 특별상- 경기디지털콘텐츠진흥원 상
- 할망 - 최윤경 수상
- 할망 - 오지은 수상
- 할망 - 김현주 수상
- 할망 - 김정우 수상
- 할망 - 김도훈 수상
- 할망 - 이진아 수상

### 특별상- 농협부천시지부장 상
- 나의 작은 인형상자 - 정유미 수상

### 특별상- 싸이월드 상
- 사랑은 향기를 싣고 - 김세종 수상